# Jay Ward Productions
Jay Ward Productions, Inc. (parfois abrégé en Ward Productions) est un studio d'animation américain basé dans le comté de Los Angeles, en Californie. Il a été fondé en 1948 par l'animateur américain Jay Ward. Ses productions les plus connues étaient surtout les franchises Rocky and Bullwinkle et George de la Jungle.
La bibliothèque de productions et les droits de Jay Ward Productions sont gérés par une coentreprise entre Jay Ward Productions et DreamWorks Animation, nommée Bullwinkle Studios.

## Historique
La société Jay Ward Profuction était basée sur le Sunset Strip à West Hollywood, en face du Sunset Boulevard du Château Marmont.
Jay Ward Productions était un studio indépendant depuis sa fondation en 1948 et jusqu'à 1959. Il faisait ensuite partie de l'agence publicitaire Dancer Fitzgerald Sample (1959-1979). Cette agence était bien connue de Jay Ward Production puisque c'était elle qui a, à l'origine, négocié la publicité pour les productions animées de Ward, par l'intermédiaire de sa filiale Gamma Productions et de son distributeur Producers Associates of Television, Inc. (PAT). Le programme d'échange a acquis les droits de diffusion en 1979.
Les plus connues de ses productions sont les franchises Rocky and Bullwinkle et George de la Jungle. La collaboration entre Jay Ward Productions et Quaker Oats a généré plus de 500 publicités.

### Jay Ward Productions 2007-2015
Le successeur Jay Ward Productions Inc., géré par des membres de la famille de Jay Ward, est basé à Costa Mesa, en Californie.
En 2007, la nouvelle société Jay Ward Productions avait créé Bullwinkle Studios LLC, une coentreprise avec Classic Media (alors filiale de Entertainment Rights), pour gérer les personnages de Jay Ward. La première production de Bullwinkle Studios était George de la Jungle avec Studio B Productions, une unité de DHX Media diffusée sur Teletoon, puis ajoutée à Cartoon Network. Tiffany Ward, fille de Jay Ward, est la présidente de Jay Ward Productions et de Bullwinkle Studios,. La coentreprise Classic Media a été acquise en 2012 par DreamWorks Animation, qui a ensuite été rachetée par Comcast en 2016.

## Les programmes de télévision

### Animation

#### Jay Ward Productions
- Lapin croisé (1950-1952)
- The Rocky and Bullwinkle Show (1959-1964)
  - Rocky and His Friends
  - The Bullwinkle Show
  - Fractured Fairy Tales
  - Aesop Son
  - Bullwinkle's Corner
  - Mr. Know-It-All
  - The Rocky and Bullwinkle Fan Club
  - Peabody's Improbable History
  - Dudley Do-Droit of the Mounties
- Hoppity Hooper (1964-1967)
  - Uncle Waldo's Cartoon Show
- The Dudley Do Right Show (1964-1966)
- Georges de la jungle (1967)
  - Super Chicken
  - Tom Slick
- Le Show de M. Peabody et Sherman (2015-2017)
- The adventures of Rocky and Bullwinkle (2018-2019)

#### Studios Bullwinkle
- George de la jungle (2006-2008, 2015-2017)

### Action en direct
- Fractured Flickers (1962-1964)

## Publicités

### General Mills
- Cheerios, utilisant les personnages Rocky and Bullwinkle Show (1959-1970), Boris Badenov (1959-1970), Aesop and Son (1960-1970), Dudley Do-Right (1961-1970) et Hoppity Hooper (1961-1972)
- Trix, utilisant les personnages Rocky and Bullwinkle (1959-1970), et Hoppity Hooper (1961-1972)
- Cocoa Puffs, utilisant les personnages Rocky and Bullwinkle Show (1959-1970), et Hoppity Hooper (1961-1972)
- Jets, utilisant les personnages Rocky and Bullwinkle Show (1959-1970) et Hoppity Hooper (1961-1972)
- Wheat Hearts, utilisant les personnages de Mr. Peabody and Sherman (1959-1970)
- Frosty O's, utilisant les personnages Dudley Do-Right (1961-1970) et Hoppity Hooper (1961-1972)
- Lucky Charms, utilisant les personnages Boris et Natasha (1964-1970), et Hoppity Hooper (1964-1972)

### Quaker Oats Company
- Cap'n Crunch (1963-1984)
- Quisp and Quake (1965-1973)
- Monstre Munch (1966)
- Aunt Jemima (1968-1973)
- King Vitaman (1968)
- Frosted Oat Flakes (1968-1969)
- Fudge Town Cokies (1968)
- M. Chips Cookies (1968-1969)
- Scooter Pie Cookies (1968)
- Cinamon Bear Cereal (1969)
- Cinnamon Flakes (1969)
- Crackles (1969)
- Gauchos Cookies (1969)
- Mister E (1969)
- Pronto (1969)
- Scooter Pies (1969)
- Vitaman The Great (1969)
- King Vitaman (1970-1971)
- Halfsies (1979-1982)
- Hi-Lo's (1980)

## Films

### Action en direct
- Boris and Natasha (1992) (téléfilm)
- Georges de la jungle (1997)
- Allô, la police ? (1999)
- Les Aventures de Rocky et Bullwinkle (2000) (Rocky et Bullwinkle apparaissent comme des personnages animés)
- George de la Jungle 2 (2003) (direct-to-video)

### Animation
- Snidley's Monster (1961) (court métrage)[9]
- Sleeping Beauty (1961) (court métrage)[9]
- The Phox, The Box and The Lox (1999) (court métrage)
- M. Peabody & Sherman (2014) (crédité sous le nom de Bullwinkle Studios)
- Rocky and Bullwinkle (2014) (court-métrage en direct-to-video)